# Gesomyrmex
Gesomyrmex is een geslacht van mieren uit de onderfamilie van de Myrmicinae (Knoopmieren).

## Soorten
- G. chaperi André, 1892
- G. howardi Wheeler, W.M., 1921
- G. kalshoveni Wheeler, W.M., 1929
- G. luzonensis (Wheeler, W.M., 1916)
- G. spatulatus Cole, 1949
- G. tobiasi Dubovikov, 2004